# Хмельницькобленерго
АТ «Хмельницькобленерго» — державний оператор системи розподілу (ОСР), 70 % акцій якого належать державі, а саме АТ «Українські розподільні мережі», інші 30 % — приватним юридичним та фізичним особам, у тому числі компанії VS Energy російського олігарха Олександра Бабакова (18,8 %) та ДТЕК, яке входить до SCM Ріната Ахметова (6,7 %). Штаб квартира розташована в Хмельницькому. Компанія займається розподілом електроенергії споживачам Хмельницької області.

## Історія
1951 року було створено Кам'янець-Подільську міжобласну експлуатаційну контору «Сільенерго», підпорядковану «Вінницяенерго», яка окрім тоді Кам'янець-Подільської, обслуговувала ще й електромережі Тернопільської та Чернівецької областей. 1958 року контора стала обласною, а 1960-го — реорганізована у Хмельницьке енергетичне експлуатаційне управління сільського господарства. Це управління 1972 року стало обласним підприємством електромереж, а 1978 року реорганізоване у Північне і Південне підприємства електричних мереж.
У 1995 році на базі Північного і Південного підприємств електричних мереж та на базі Кам'янець-Подільської ТЕЦ утворено ВАТ ЕК «Хмельницькобленерго», яке 2018 року перейменовано на АТ «Хмельницькобленерго».
Наразі АТ «Хмельницькобленерго» входить в групу компаній АТ «Українські розподільні мережі». 

## Результати діяльності
Чистий прибуток компанії за роками (млн грн):
- 2020 —146,038
- 2019 — 85,711
- 2018 — 42,812
- 2017 — 43,631
- 2016 — 8,513

Суми нарахування податків та зборів до державного та місцевого бюджетів за роками (млн грн):
- 2020 — 494,435
- 2019 — 400,312
- 2018 — 322,644
- 2017— 289,061
- 2016 — 210,143

Корисний відпуск електричної енергії за роками (млн кВт*год):
- 2020 — 2 162 296
- 2019 — 2 173 043
- 2018 — 2 189 112
- 2017 — 2 176 267
- 2016 — 2 155 867

## Структура
До складу АТ «Хмельницькобленерго» входять такі відокремлені підрозділи:
- Віньковецький РЕМ;
- Волочиський РЕМ;
- Городоцький РЕМ;
- Деражнянський РЕМ;
- Дунаєвецький РЕМ;
- Ізяславський РЕМ;
- Кам'янець-Подільський РЕМ;
- Красилівський РЕМ;
- Летичівський РЕМ;
- Новоушицький РЕМ;
- Полонський РЕМ;
- Славутський РЕМ;
- Старокостянтинівський РЕМ;
- Старосинявський РЕМ;
- Теофіпольський РЕМ;
- Хмельницький міський РЕМ;
- Чемеровецький РЕМ;
- Шепетівський РЕМ;
- Ярмолинецький РЕМ.[14]

Окрім районів електричних мереж до складу товариства входять Старосинявський цех централізованого ремонту та навчально-лікувальний комплекс санаторій-профілакторій (НЛК СП) «Яблуневий сад».

## Територія обслуговування
Територія обслуговування АТ «Хмельницькобленерго» становить 20,6 тис.км². Загальна протяжність ліній електропередачі — 34 863 км, у тому числі напругою 0,4-10 кВ — 31 528 км, напругою 35-110 кВ — 3 335 км. Кількість трансформаторних підстанцій напругою 35/110 кВ — 175 одиниць загальною потужністю 1 807,1 МВА; підстанції 10/0,4 кВ — 7574 одиниць загальною потужністю 1 597 МВА; розподільчих пунктів 10 кВ — 66 одиниць загальною потужністю 39,1 МВА.
Компанія охоплює 80 % сфери розподілу електроенергії в регіоні, обслуговуючи більше ніж 570 тис. побутових споживачів та 20 тис. комерційних та промислових клієнтів.

## Співпраця
З вересня 2020 року в партнерстві з корейськими (KT Corporation) і американськими колегами Хмельницькобленерго за ініціативи Олега Козачука реалізує два пілотних проекти «розумних мереж» (smart grid) у Хмельницькій області. 30 жовтня було також підписано меморандум про взаєморозуміння між КТ і Міністерством енергетики України. В рамках співпраці спеціалісти АТ «Хмельницькобленерго» обмінюються досвідом з представниками KT. КТ планує долучитися до покращення енергоефективності, впроваджуючи технології зі штучним інтелектом і великими даними. Це перший подібний приклад співпраці української енергетичної компанії з KT, найбільшою енергетичною компанією Південної Кореї. У рамках співпраці з Хмельницькобленерго представники КТ приїжджали до Хмельницького у лютому 2021 року.

## Керівництво
З 2016 року в.о. генерального директора АТ «Хмельницькобленерго» — Олег Козачук. За період його перебування на посаді, у 2016—2020 роках, зростання чистого прибутку склало 1616 %, сягнувши цифри у ₴146 млн у 2020 році.